# Komura Jutaro
Komura Jutarō (26 oktober 1855 – 26 november 1911), japansk diplomat och statsman.
Komura var utrikesminister i Katsura Taros ministär till dess avgång, i augusti 1911, och hade som sådan väsentlig andel i förnyandet, i ändrad form, av alliansen med Storbritannien juli 1911 och i tillkomsten av engelsk-japanska handelsfördraget samma år. Han blev 1911 markis och dog samma år i Hayama nära Yokohama. 